# Conservatoire de musique, danse et art dramatique en France
Pour un article plus général, voir Enseignement artistique spécialisé en France.
Pour les articles homonymes, voir CRR, CRD, CRC et CRI.
 (août 2025).

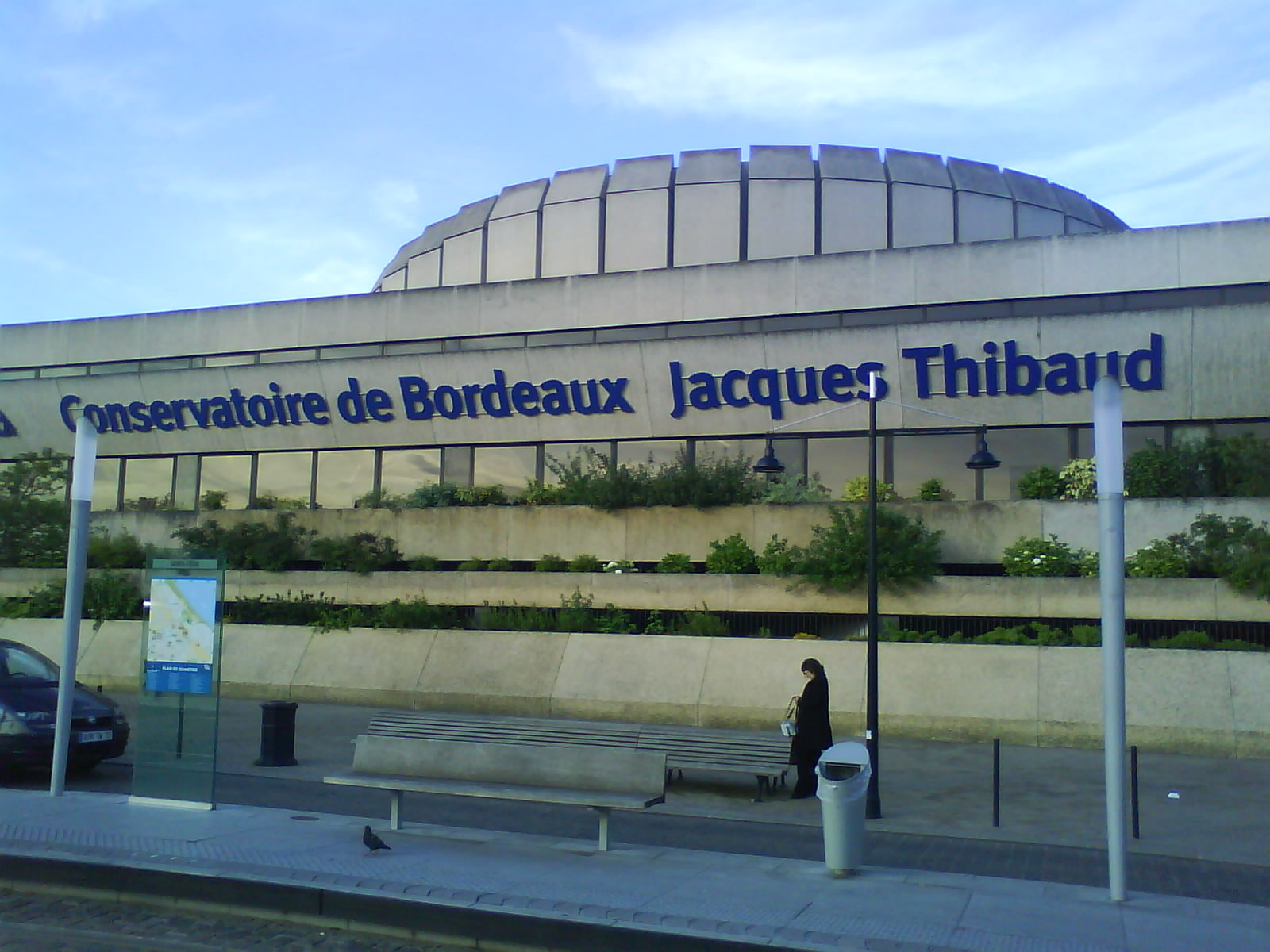
Le conservatoire à rayonnement régional de Bordeaux en 2008.

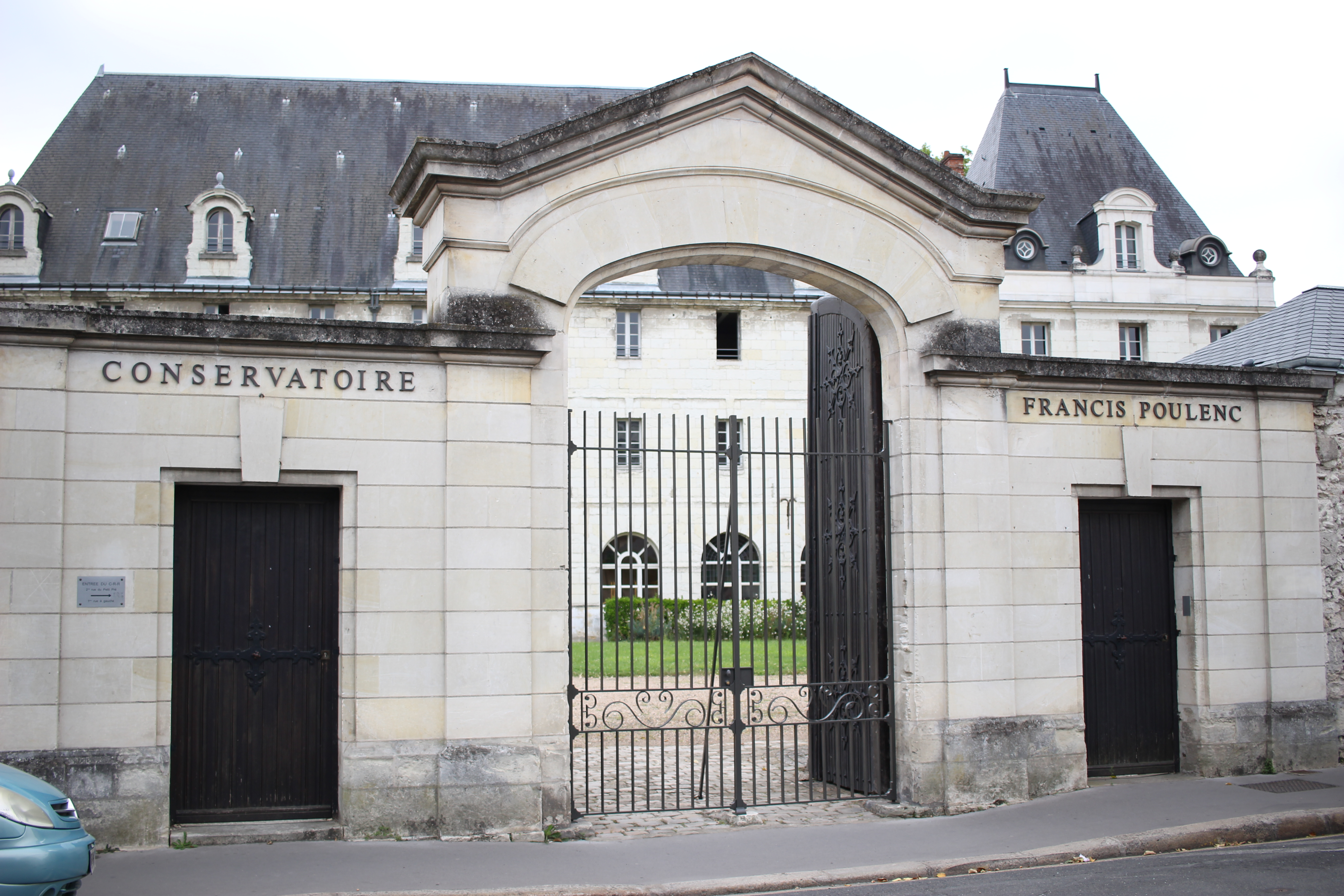
Façade du conservatoire à rayonnement régional de Tours en 2017.

Les conservatoires de musique, danse et art dramatique en France sont des établissements sous le contrôle du ministère de la Culture qui dispensent un enseignement initial ou supérieur dans les disciplines de la musique, de la danse et du théâtre.
Les conservatoires à rayonnement régional (CRR), conservatoires à rayonnement départemental (CRD), conservatoires à rayonnement communal (CRC) et conservatoires à rayonnement intercommunal (CRI) délivrent un enseignement initial dans au moins un de ces trois domaines.
S'y ajoutent, pour l'enseignement supérieur, les trois conservatoires nationaux supérieurs que sont le Conservatoire national supérieur de musique et de danse de Paris (CNSMDP), le Conservatoire national supérieur de musique et de danse de Lyon (CNSMDL) et le Conservatoire national supérieur d'art dramatique (CNSAD).

## Histoire

### Avant le système actuel des conservatoires

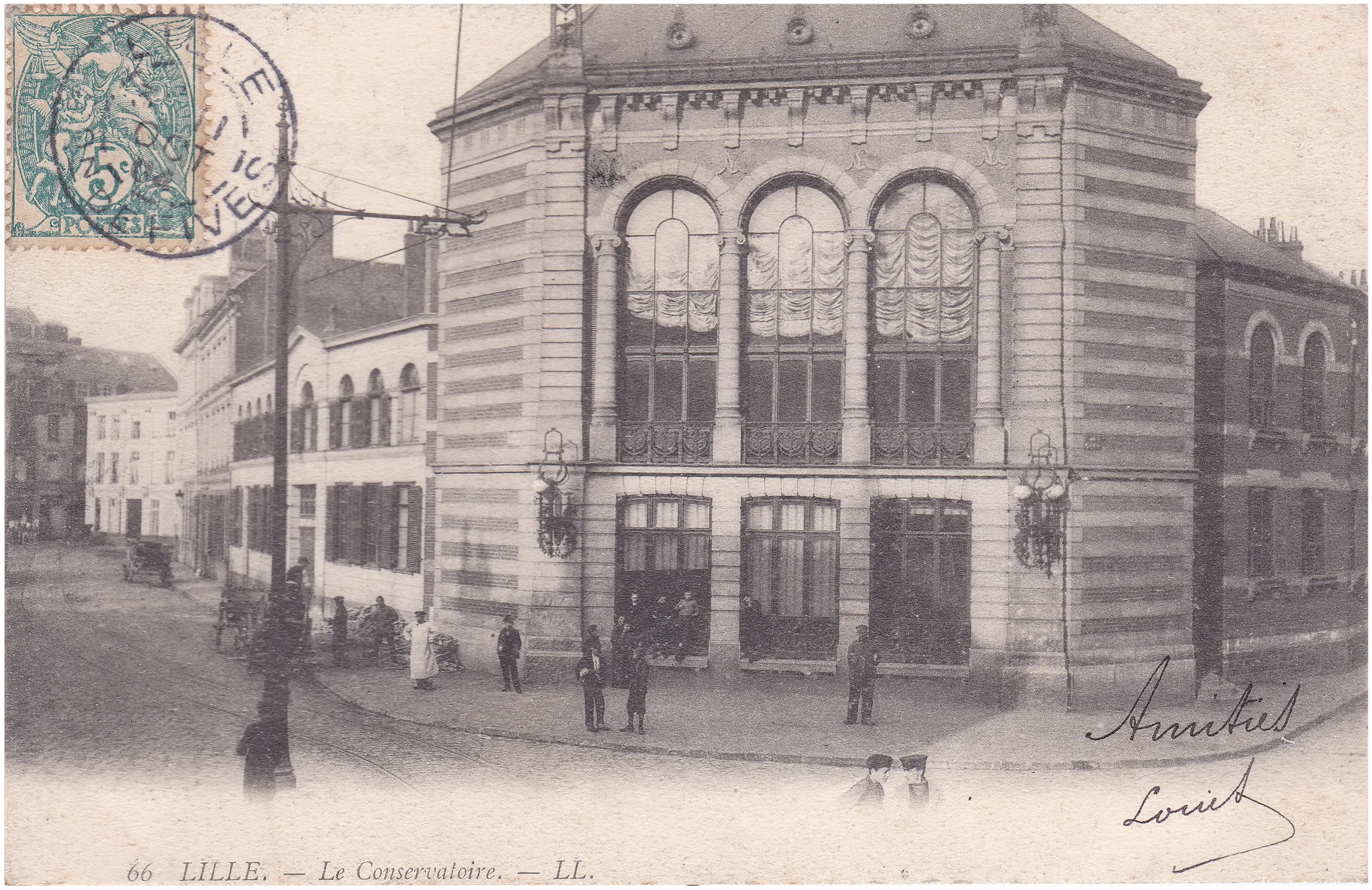
Façade du conservatoire de Lille en 1904 (aujourd'hui CRR de Lille).
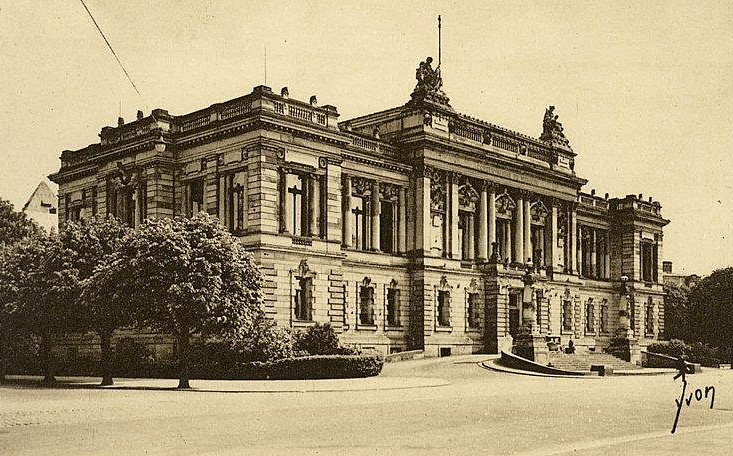
Le conservatoire de musique de Strasbourg en 1920 (aujourd'hui CRR de Strasbourg).
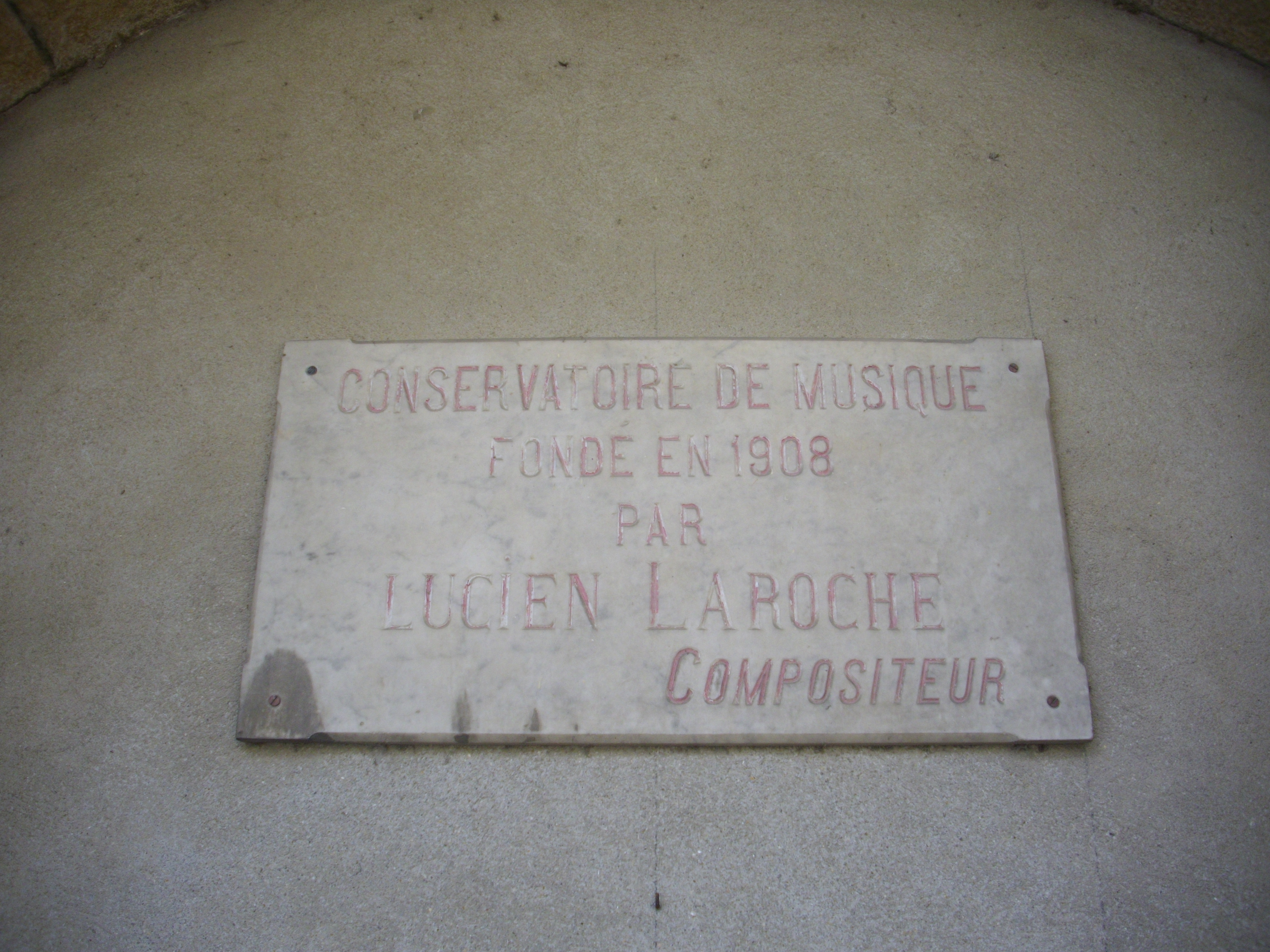
Plaque commémorant la fondation du conservatoire de musique de Vannes en 1908 (aujourd'hui CRD de Vannes).

Dans les années 1950, l'enseignement artistique spécialisé est déjà décentralisé : les villes sont déjà dotées de conservatoires ou d'écoles publiques de musique, de danse et de théâtre ; les plus grandes avaient mis en place des « succursales » du Conservatoire national de musique au début du XIXe siècle.

### Plan Landowski

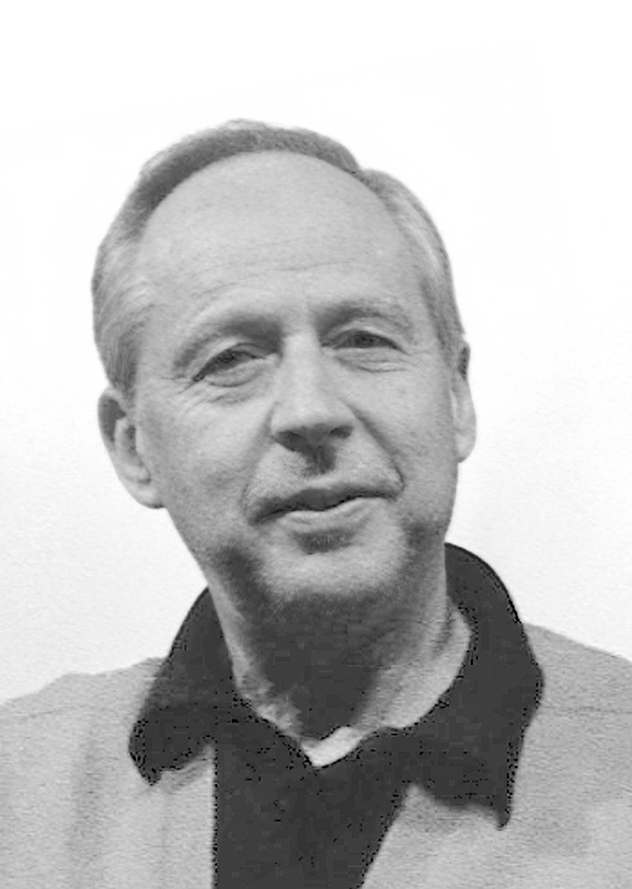
Marcel Landowski (ici en 1985) met en œuvre un vaste plan de réorganisation des conservatoires sous la supervision d'André Malraux.

À partir de la fin des années 1960, l'enseignement public artistique spécialisé est profondément réorganisé au niveau national par le ministère des Affaires culturelles. Marcel Landowski, nommé en 1966 par André Malraux à la tête de la direction de la Musique, compte doter, en une dizaine d'années, chaque région française au moins d'un orchestre, d'un opéra et d'un grand conservatoire.
- Les conservatoires situés dans les chefs-lieux de région obtiennent une subvention de l'État, sont contrôlés pédagogiquement par le ministère de la Culture et deviennent « conservatoires nationaux de région » (CNR) ;
- ceux situés dans les chefs-lieux de département deviennent, selon la nature de leurs enseignements, « écoles nationales de musique » (ENM), « écoles nationales de musique et de danse » (ENMD), « écoles nationales de musique et d'art dramatique » (ENMAD) et « écoles nationales de musique, de danse et d'art dramatique » (ENMDAD) ;
- à l'échelle locale, des conservatoires municipaux peuvent être agréés par le ministère de la Culture. La formation musicale et le chant choral sont les seules disciplines exigées pour prétendre à cette distinction. Ils sont nommés « écoles municipales de musique agréées » (EMMA), « écoles municipales de musique et de danse agréées » (EMMDA), « écoles municipales de musique, de danse et d'art dramatique agréées » (EMMDADA) ; s'y ajoutent les « écoles municipales de danse agréées » (EMDA), sans musique.

Au départ, l'État finance 10 à 15 % du nouveau budget de fonctionnement de chaque conservatoire.
Une passerelle est également établie entre l'enseignement spécialisé des conservatoires et l'Éducation nationale en créant des classes à horaires aménagés dans seize CNR.

### Décentralisation accrue et élargissement à d'autres disciplines musicales
Avec l'arrivée de la gauche au pouvoir en 1981, Maurice Fleuret est nommé à la direction de la Musique par le ministre Jack Lang. L'action du ministère de la Culture est poursuivie dans le champ musical : politique de décentralisation (en aidant davantage les petites villes) et politique d'ouverture en aidant les conservatoires à se doter de classes de musiques actuelles, de musique ancienne et de musiques traditionnelles.

### Renommages de 2006
Le décret no 2006–1248 du 12 octobre 2006 réduit le nombre de dénominations des conservatoires d'enseignement initial : depuis, les seules dénominations officielles sont « conservatoire à rayonnement régional » (CRR), « conservatoire à rayonnement départemental » (CRD), « conservatoire à rayonnement communal » (CRC) et « conservatoire à rayonnement intercommunal » (CRI).

## Enseignement initial
Les conservatoires à rayonnement régional (CRR), conservatoires à rayonnement départemental (CRD), conservatoires à rayonnement communal (CRC) et conservatoires à rayonnement intercommunal (CRI) délivrent un enseignement initial et sont, dans leur quasi-totalité, des services municipaux ou de communautés de communes organisés en régie directe dont le financement relève des collectivités territoriales, sous tutelle des Directions régionales des Affaires culturelles.
Ils sont parfois associés aux établissements d'enseignement général, de l'école primaire au collège, dans le cadre des classes à horaires aménagés en musique, danse, théâtre ou arts plastiques, certains lycées dispensant des cours théoriques de musique menant au baccalauréat général spécialité Arts ou option musique, ou encore au baccalauréat sciences et techniques du théâtre, de la musique et de la danse.

### Conservatoires à rayonnement régional

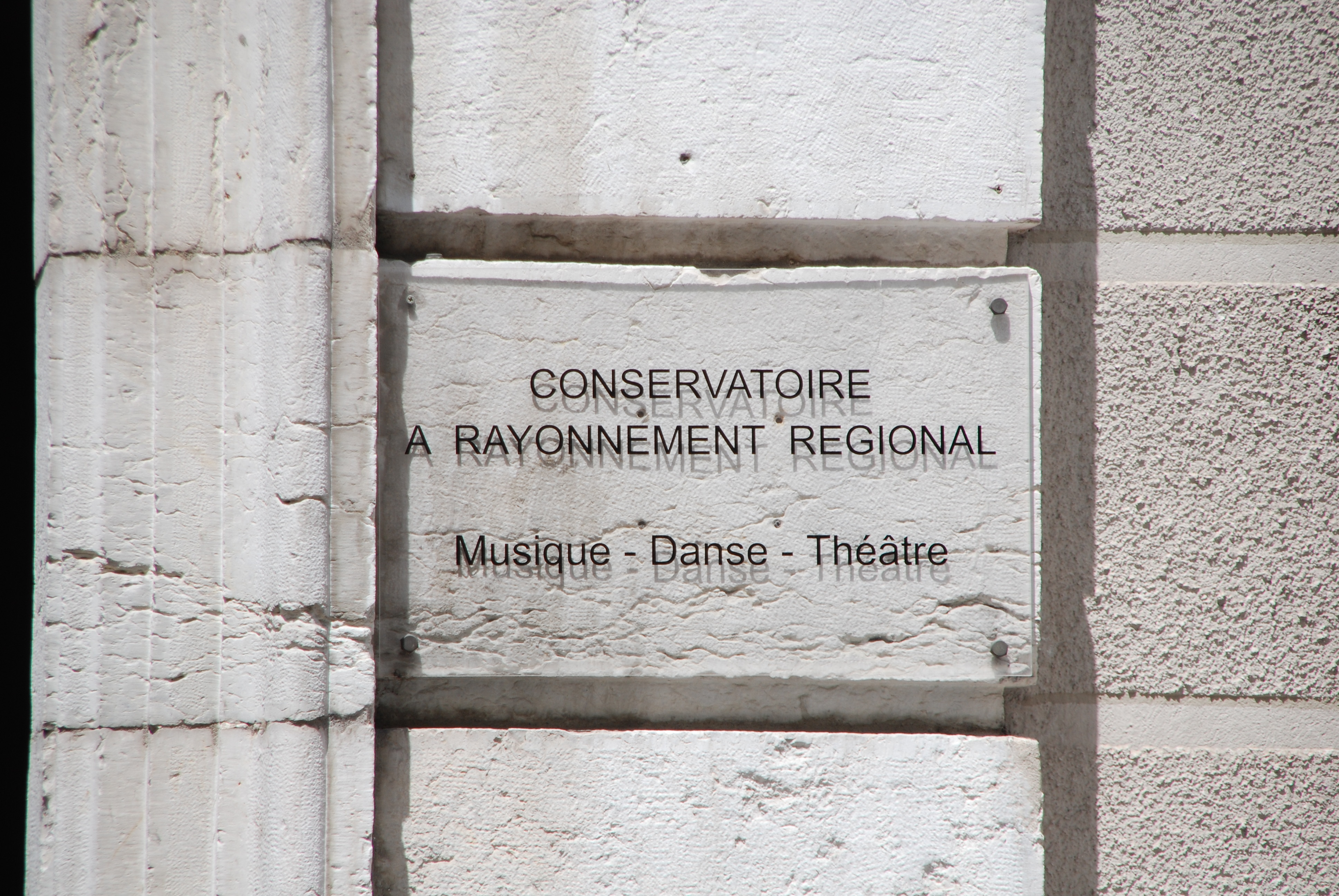
Plaque indiquant l'entrée du conservatoire à rayonnement régional d'Annecy en 2012.

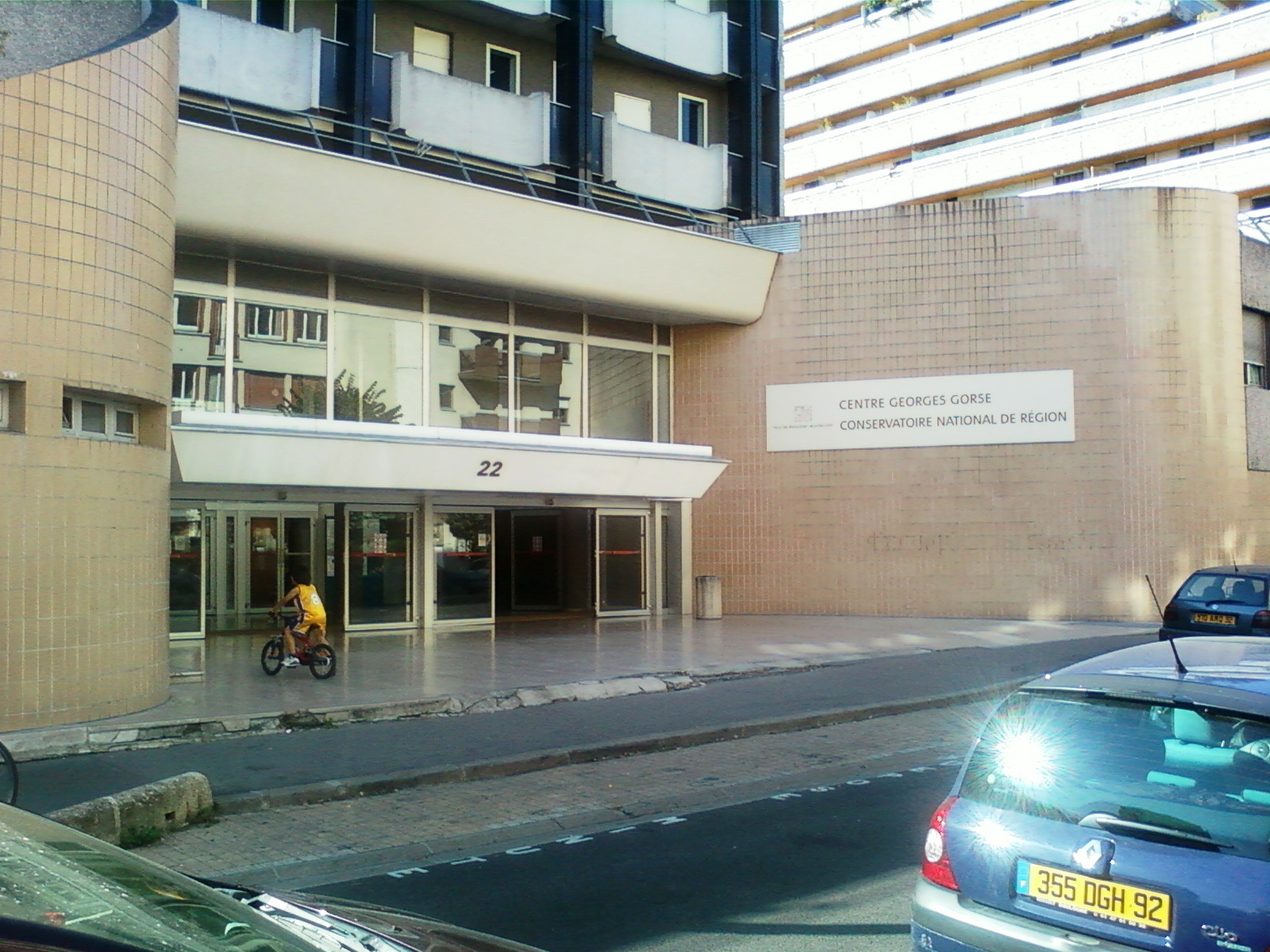
Façade du « conservatoire national de région » de Boulogne-Billancourt en 2011 (aujourd'hui conservatoire à rayonnement régional de Boulogne-Billancourt).

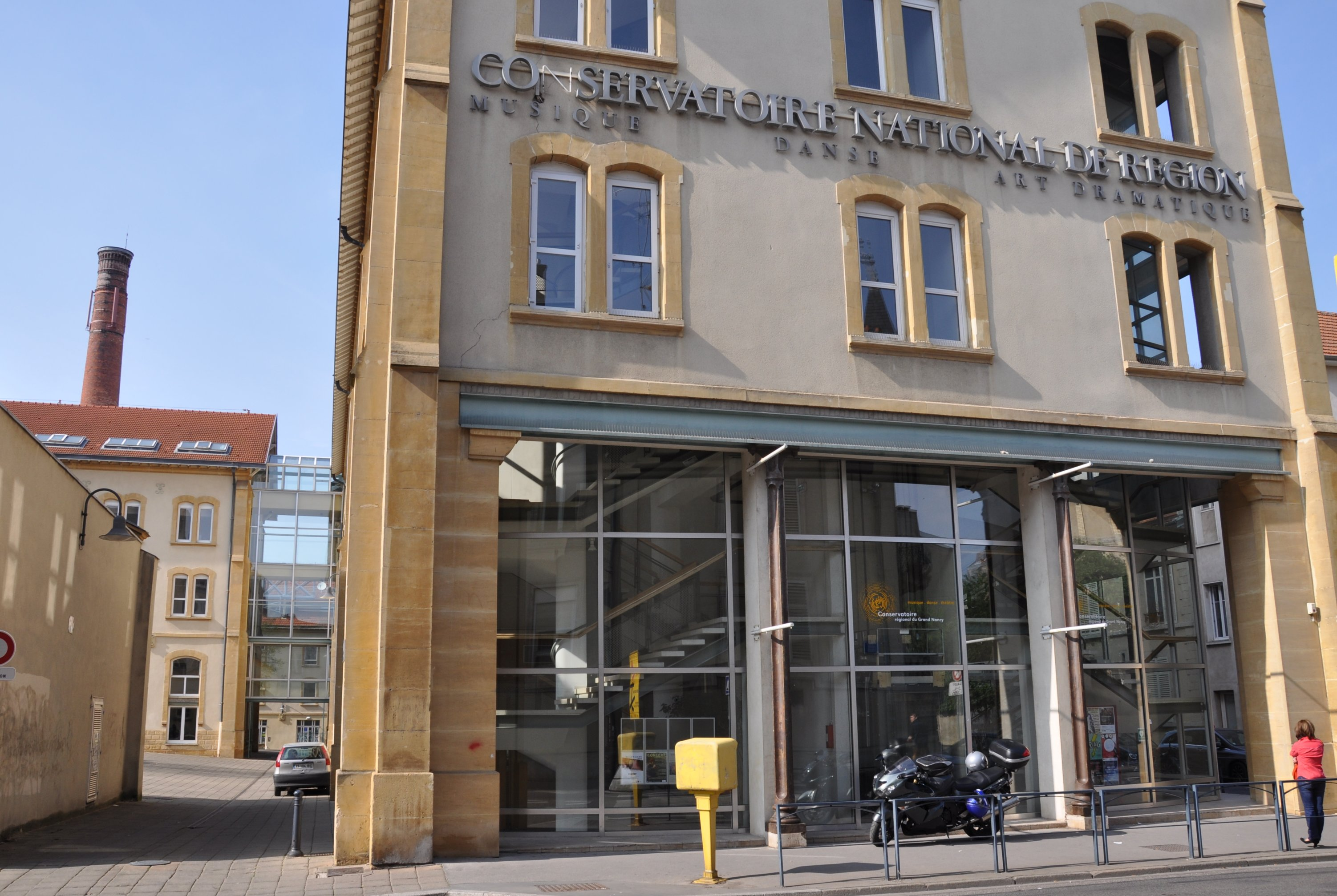
Façade du « conservatoire national de région » de Nancy en 2014 (aujourd'hui conservatoire à rayonnement régional du Grand Nancy).

Les conservatoires à rayonnement régional (CRR) désignent les anciens conservatoires nationaux de région (CNR).
Les CRR doivent dispenser ou garantir dans la musique, la danse et le théâtre un cursus complet comprenant le troisième cycle de formation initial des amateurs (menant à l'obtention d'un des certificats suivants : certificat d'études musicales, certificat d'études chorégraphiques, certificat d'études théâtrales) et le cycle préparant à l'entrée dans les établissements d'enseignement supérieur (menant à l'obtention d'un des diplômes suivants : diplôme d'études musicales, diplôme d'études chorégraphiques, diplôme d'études théâtrales).
Ils assurent donc des enseignements obligatoires répartis selon la discipline étudiée. Par exemple, pour la musique, tous les CRR proposent obligatoirement :
- deux départements au choix dans la liste suivante : jazz et musiques actuelles amplifiées, musiques traditionnelles, musique ancienne ;
- département de composition visant à développer les démarches de création dans l'ensemble des esthétiques ;
- accompagnement au clavier ;
- direction d'ensembles vocaux ou direction d'ensembles instrumentaux[5].

### Conservatoires à rayonnement départemental
Les conservatoires à rayonnement départemental (CRD) regroupent les anciennes écoles nationales de musique (ENM), les écoles nationales de musique et de danse (ENMD), les écoles nationales de musique et d'art dramatique (ENMAD) et les écoles nationales de musique, de danse et d'art dramatique (ENMDAD).
Les CRD doivent dispenser ou garantir l'enseignement d'au moins deux spécialités entre la musique, la danse et le théâtre dans les deux premiers cycles du cursus et le troisième cycle de formation des amateurs, et assurer ou garantir le cycle préparant à l'entrée dans les établissements d'enseignement supérieur.
Ils assurent donc des enseignements obligatoires répartis selon la discipline étudiée. Par exemple, pour la musique, tous les CRD proposent obligatoirement :
- enseignement des instruments de l'orchestre symphonique et pratiques collectives instrumentales ;
- département des instruments polyphoniques, en cohérence avec le développement des pratiques collectives prévues dans le projet d'établissement ;
- département de l'enseignement des pratiques vocales comprenant un cursus de voix pour les enfants ;
- département au choix dans la liste suivante : jazz et musiques actuelles amplifiées, musiques traditionnelles, musique ancienne, composition incluant l'électroacoustique et l'informatique musicale ;
- cycle d'enseignement professionnel initial dont les disciplines sont déterminées dans le projet d'établissement, en cohérence avec le plan régional de développement des formations professionnelles[5].

### Conservatoires à rayonnement communal ou intercommunal
Les conservatoires à rayonnement communal (CRC) et les conservatoires à rayonnement intercommunal (CRI) regroupent les anciennes écoles municipales de musique agréées (EMMA), les écoles municipales de musique et de danse agréées (EMMDA), les écoles municipales de musique, de danse et d'art dramatique agréées (EMMDADA) et les écoles municipales de danse agréées (EMDA).
Il n'y a pas de différence entre les CRC et les CRI, à l'exception du niveau de collectivité s'occupant de la gestion de l'établissement : la commune pour les CRC et l'intercommunalité pour les CRI.
Les CRC et CRI sont tenus de dispenser ou garantir l'enseignement d'au moins une spécialité entre la musique, la danse et le théâtre et, dans cette spécialité, au moins les deux premiers cycles du cursus. En outre, ils assurent le troisième cycle de formation des amateurs.
Ils assurent donc des enseignements obligatoires répartis selon la discipline étudiée. Par exemple, pour la musique, tous les CRC et CRI proposent obligatoirement :
- enseignement des disciplines musicales, en cohérence avec le développement des pratiques collectives prévu dans le projet d'établissement ;
- pratiques vocales collectives ;
- formation et culture musicales incluant les démarches de création[5].

## Enseignement supérieur

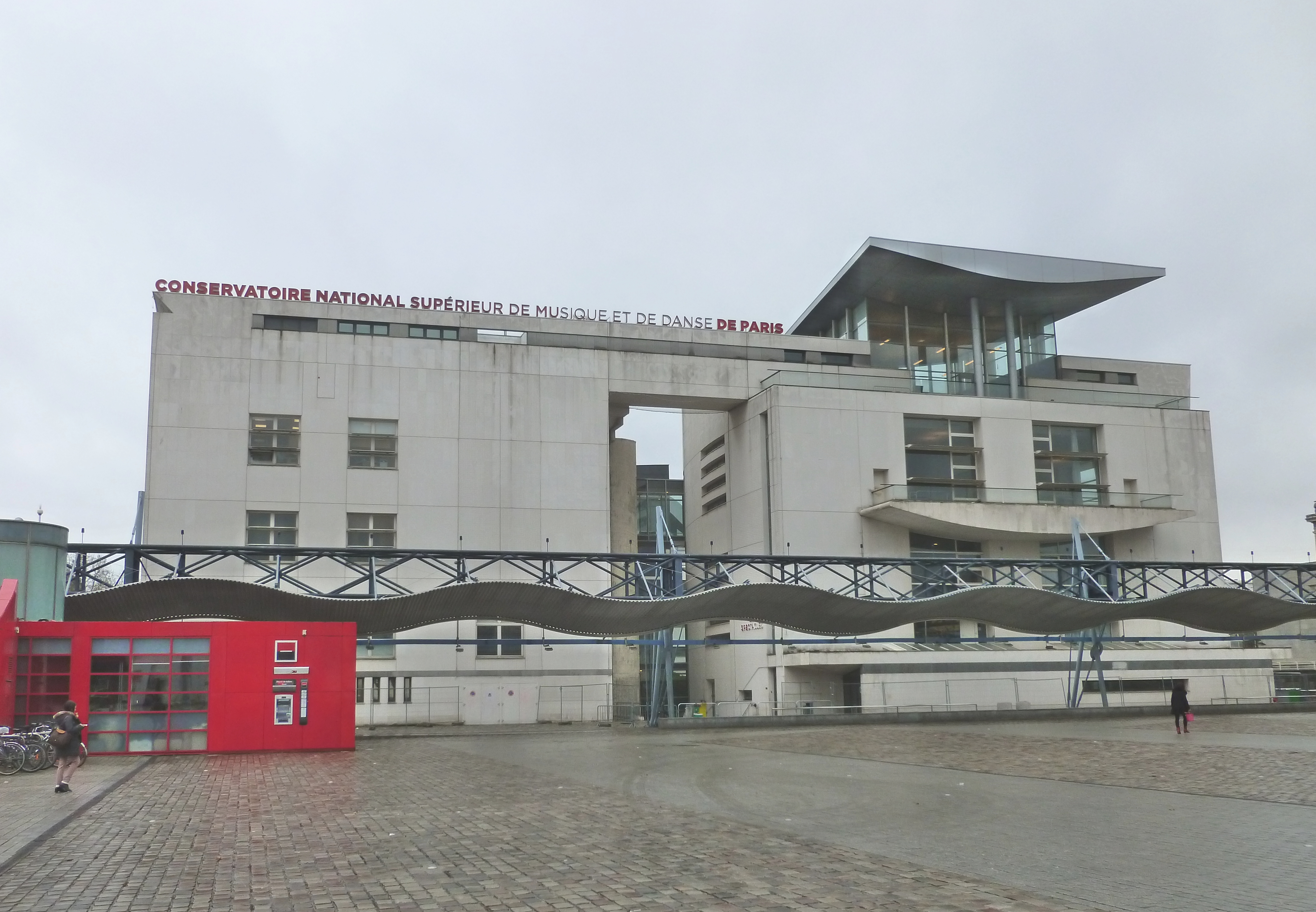
Le Conservatoire national supérieur de musique et de danse de Paris (CNSMDP).

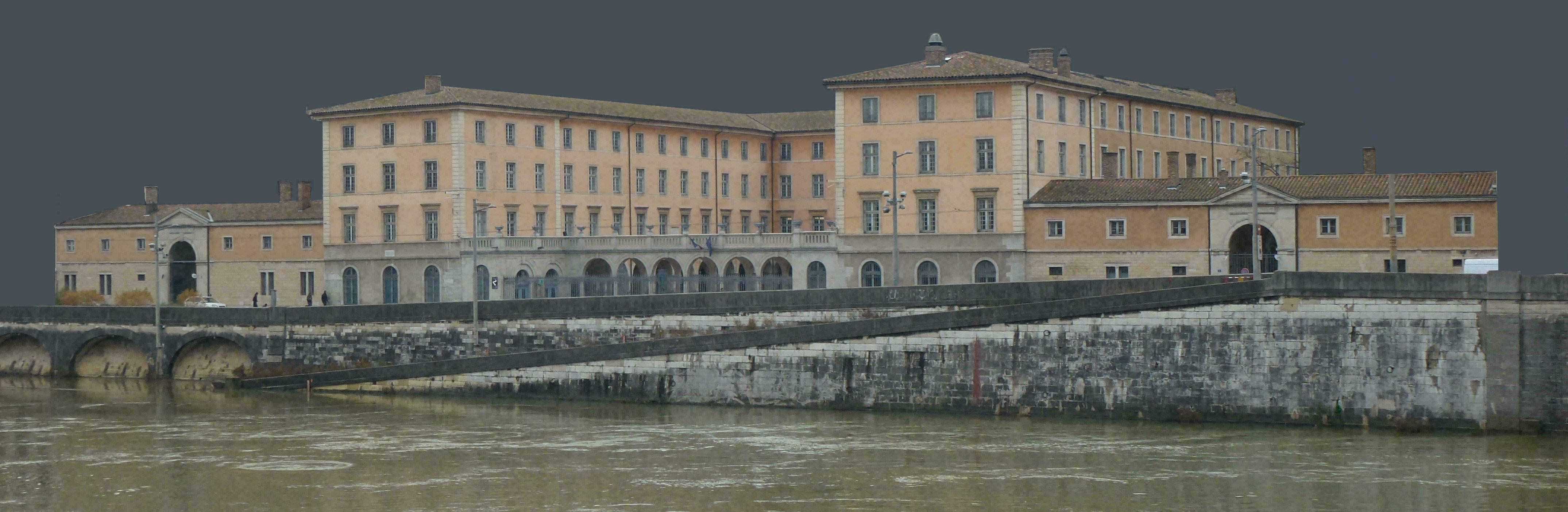
Le Conservatoire national supérieur de musique et de danse de Lyon (CNSMDL).

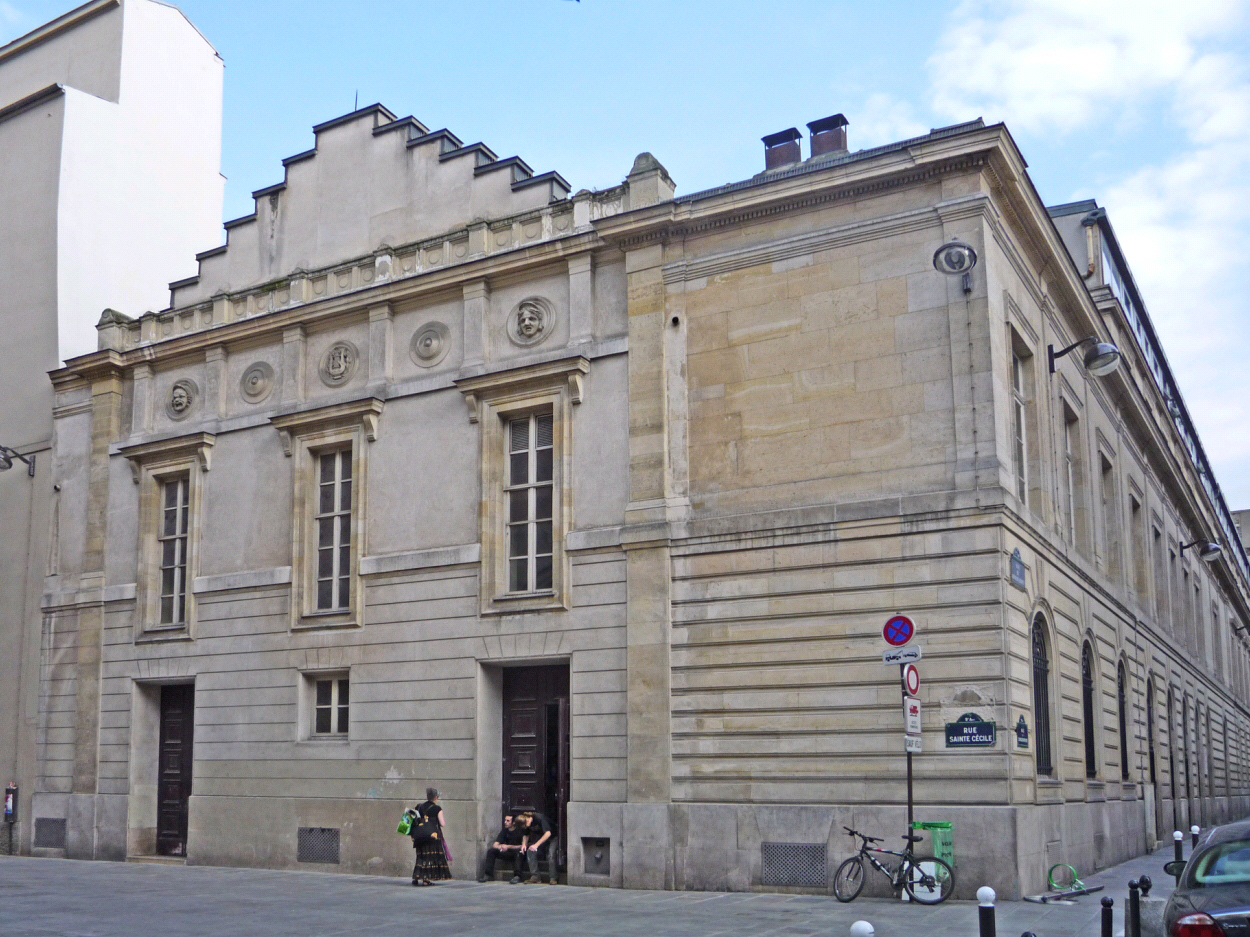
Le théâtre du Conservatoire national supérieur d'art dramatique (CNSAD).

Les conservatoires nationaux supérieurs sont des établissements publics à caractère administratif financés directement de l'État, sous tutelle de la direction générale de la Création artistique.
Ils dispensent un enseignement de haut niveau spécialisé dans les domaines de la musique, de la danse, des nouvelles technologies du son et de l'art dramatique sous toutes ses formes, visant l'acquisition des connaissances théoriques et la maîtrise pratique nécessaires à l'exercice de ces arts ou professions ainsi qu'à leur enseignement,.
Il y a trois conservatoires nationaux supérieurs en France : le Conservatoire national supérieur de musique et de danse de Paris (CNSMD de Paris) créé en 1795, le Conservatoire national supérieur de musique et de danse de Lyon (CNSMD de Lyon) créé en 1980 et le Conservatoire national supérieur d'art dramatique (CNSAD) créé en 1946 par scission avec le CNSMD de Paris.
Ils sont agréés par le ministère de la Culture pour assurer « une préparation à l'entrée dans les établissements d'enseignement supérieur de la création artistique dans plusieurs domaines du spectacle vivant »,, dont la musique. Le ministère de la Culture peut, après avis du Conseil national de l'enseignement supérieur et de la recherche artistiques et culturels, accréditer d'autres établissements, notamment financés par les collectivités territoriales, à délivrer des diplômes d'école et les diplômes nationaux, grâce au label Enseignement supérieur Culture.
« Les établissements d'enseignement supérieur de la création artistique dans les domaines du spectacle vivant et des arts plastiques concourent à la réalisation des objectifs et des missions du service public de l'enseignement supérieur, pour ce qui concerne la création dans les domaines du spectacle vivant et des arts plastiques, et aux stratégies nationales de l'enseignement supérieur et de la recherche »
— Article L759-1 du Code de l'éducation
Les diplômes de deuxième cycle supérieur du CNSMD d'interprète de la musique, d'écriture et composition, de musicologie, de musicien-ingénieur du son, de pédagogie et formation à l'enseignement de la musique donnent le grade de Master.